# Línea SE741 (EMT Madrid)
El Servicio Especial (S.E.) codificado como SE741 de la EMT de Madrid unió Moncloa con el complejo deportivo Cantarranas, entre el 22 y 24 de septiembre de 2023.

## Historia
La primera vez que se usó la numeración «741» para un servicio especial fue entre el 3 de julio y el 1 de agosto de 2011, con motivo de la celebración de los Veranos de la Villa. En ese momento la línea unía Cibeles y el citado recinto sin paradas intermedias.

## Características
Esta línea unió sin paradas Moncloa con el complejo deportivo Cantarranas de la Universidad Complutense de Madrid, para facilitar los desplazamientos del Festival Jardín de las Delicias 2023.

### Frecuencias
| Día 22 y noche del 22 al 23 de septiembre |                  |
| De 16ː00 a 21ː30                          | cada 8-9 minutos |
| De 0ː00 a 4ː00                            | cada 8-9 minutos |
| Día 23 y noche del 23 al 24 de septiembre |                  |
| De 15ː00 a 21ː00                          | cada 8-9 minutos |
| De 1ː00 a 4ː00                            | cada 8-9 minutos |

## Paradas
| Código | Parada                                         | Común con             | Conexiones con Metro | Otros                                             |
| ------ | ---------------------------------------------- | --------------------- | -------------------- | ------------------------------------------------- |
| 2419   | Moncloa                                        | 161 162 N28 N903 N907 | Moncloa              | Líneas N21 y N28 · Cabecera de búhos interurbanos |
| 1690   | Avenida Complutense-Ciencias de la Información | 82 132 G U N20        |                      |                                                   |